# Liste der Kulturdenkmale in Barnstädt
In der Liste der Kulturdenkmale in Barnstädt sind alle  Kulturdenkmale der Gemeinde Barnstädt und ihrer Ortsteile aufgelistet. Grundlage ist das Denkmalverzeichnis des Landes Sachsen-Anhalt, das auf Basis des Denkmalschutzgesetzes des Landes Sachsen-Anhalt vom 21. Oktober 1991 durch das Landesamt für Denkmalpflege und Archäologie Sachsen-Anhalt erstellt und seither laufend ergänzt wurde (Stand: 31. Dezember 2022).
Diese Liste ist eine Teilliste der Liste der Kulturdenkmale im Saalekreis.

## Kulturdenkmale nach Ortsteilen

### Barnstädt
| Lage                                                                           | Bezeichnung    | Beschreibung | Erfassungs- nummer | Ausweisungsart               | Bild |
| ------------------------------------------------------------------------------ | -------------- | ------------ | ------------------ | ---------------------------- | --- |
| Baumanger (Karte)                                                              | Denkmal        | Baumanger    | 094 65664          | Baudenkmal                   | BW |
| Friedensplatz (Karte)                                                          | Kriegerdenkmal |              | 094 16905          | Baudenkmal                   | Kriegerdenkmal |
| Friedensplatz 1 (Karte)                                                        | Gasthof        |              | 094 65665          | Baudenkmal                   | BW |
| Friedensplatz 8 (Karte)                                                        | Gemeindehaus   |              | 094 65666          | Baudenkmal                   | BW |
| Friedrich-Weise-Straße (Karte)                                                 | Sühnekreuz     |              | 094 05900          | Baudenkmal                   | BW |
| Friedrich-Weise-Straße (Karte)                                                 | Steinkreuz     |              |                    | Baudenkmal                   | BW |
| Friedrich-Weise-Straße 1 (Karte)                                               | Toranlage      |              | 094 65667          | Baudenkmal                   | BW |
| Friedrich-Weise-Straße 18 (Karte)                                              | Bauernhof      |              | 094 65668          | Baudenkmal                   | BW |
| Kirchstraße (Karte)                                                            | Kirche         | Sankt Wenzel | 094 05899          | Baudenkmal                   | Weitere Bilder |
| Kirchstraße 13 (Karte)                                                         | Pfarrhof       | Pfarrhof     | 094 65669          | Baudenkmal                   | Pfarrhof |
| Kirchstraße 13                                                                 | Garten         | Garten       | 094 65669 001      | Teilobjekt eines Baudenkmals | |
| Kirchstraße 16 (Karte)                                                         | Schule         |              | 094 65670          | Baudenkmal                   | Schule |
| Lindenberg 1 (Karte)                                                           | Toranlage      |              | 094 65671          | Baudenkmal                   | BW |
| Lindenberg 4 (Karte)                                                           | Bauernhof      |              | 094 65672          | Baudenkmal                   | BW |
| Sperlingsberg 13 (Karte)                                                       | Bauernhof      |              | 094 65673          | Baudenkmal                   | Bauernhof |
| Sperlingsberg 16 (Karte)                                                       | Bauernhaus     |              | 094 65674          | Baudenkmal                   | BW |
| Steigraer Straße Ortsausgang Richtung Süden/Freyburg, nahe Weidaquelle (Karte) | Brücke         |              | 094 65675          | Baudenkmal                   | [[Vorlage:Bilderwunsch/code!/C:51.34029,11.640155!/D:Steigraer Straße Ortsausgang Richtung Süden/Freyburg, nahe Weidaquelle,!/\|BW]] |

### Göhritz
| Lage                                                                                 | Bezeichnung | Beschreibung   | Erfassungs- nummer | Ausweisungsart | Bild |
| ------------------------------------------------------------------------------------ | ----------- | -------------- | ------------------ | -------------- | --- |
| Grockstädter Weg (Karte)                                                             | Gedenkstein | Kremkaudenkmal | 094 06105          | Baudenkmal     | BW |
| Göhritzer Straße 31 bis 33, 53 bis 55 Schmoner Straße 1 Schulstraße 2 bis 19 (Karte) | Ortskern    |                | 094 65676          | Denkmalbereich | [[Vorlage:Bilderwunsch/code!/C:51.344119,11.63237!/D:Göhritzer Straße 31 bis 33, 53 bis 55 Schmoner Straße 1 Schulstraße 2 bis 19,!/\|BW]] |
| Göhritzer Straße 35 (Karte)                                                          | Bauernhaus  |                | 094 65678          | Baudenkmal     | BW |
| Neue Straße (Karte)                                                                  | Kirche      |                | 094 05901          | Baudenkmal     | Weitere Bilder |
| Schulstraße 6 (Karte)                                                                | Bauernhaus  |                | 094 65679          | Baudenkmal     | BW |
| Schulstraße 13 (Karte)                                                               | Bauernhof   |                | 094 65680          | Baudenkmal     | BW |

## Ehemalige Kulturdenkmale nach Ortsteilen
Die nachfolgenden Objekte waren ursprünglich ebenfalls denkmalgeschützt oder wurden in der Literatur als Kulturdenkmale geführt. Die Denkmale bestehen heute jedoch nicht mehr, ihre Unterschutzstellung wurde aufgehoben oder sie werden nicht mehr als Denkmale betrachtet. Mitunter sind Einzelobjekte aber noch immer Bestandteil eines geschützten Denkmalbereichs.

### Göhritz
| Lage                        | Bezeichnung | Beschreibung | Erfassungs- nummer | Ausweisungsart | Bild |
| --------------------------- | ----------- | ------------ | ------------------ | -------------- | ---- |
| Göhritzer Straße 32 (Karte) | Bauernhof   | Bauernhof    | 094 65677          |                | BW   |

## Legende
In den Spalten befinden sich folgende Informationen:
- Lage: Nennt den Straßennamen und wenn vorhanden die Hausnummer des Kulturdenkmals. Die Grundsortierung der Liste erfolgt nach dieser Adresse. Der Link „Karte“ führt zu verschiedenen Kartendarstellungen und nennt die geographischen Koordinaten.
Link zu einem Kartenansichtstool, um Koordinaten zu setzen. In der Kartenansicht sind Baudenkmale ohne Koordinaten mit einem roten bzw. orangen Marker dargestellt und können in der Karte gesetzt werden. Baudenkmale ohne Bild sind mit einem blauen bzw. roten Marker gekennzeichnet, Baudenkmale mit Bild mit einem grünen bzw. orangen Marker.
- Offizielle Bezeichnung: Nennt den Namen, die Bezeichnung oder zumindest die Art des Kulturdenkmals und verlinkt, soweit vorhanden, auf den Artikel zum Objekt.
- Beschreibung: Nennt bauliche und geschichtliche Einzelheiten des Kulturdenkmals, vorzugsweise die Denkmaleigenschaften.
- Erfassungsnummer: Für jedes Kulturdenkmal wird in Sachsen-Anhalt eine 20stellige Erfassungsnummer vergeben. Die letzten zwölf Ziffern werden für die Untergliederung nach Teilobjekten genutzt und werden nur angegeben, soweit vergeben. In dieser Spalte kann sich folgendes Icon  befinden, dies führt zu Angaben zu diesem Baudenkmal bei Wikidata.
- Ausweisungsart: Die Einordnung des Denkmales nach § 2 Abs. 2 DenkmSchG LSA
- Bild: Ein Bild des Denkmales, und gegebenenfalls einen Link zu weiteren Fotos des Kulturdenkmals im Medienarchiv Wikimedia Commons. Wenn man auf das Kamerasymbol klickt, können Fotos zu Kulturdenkmalen aus dieser Liste hochgeladen werden: